# PHYceiver

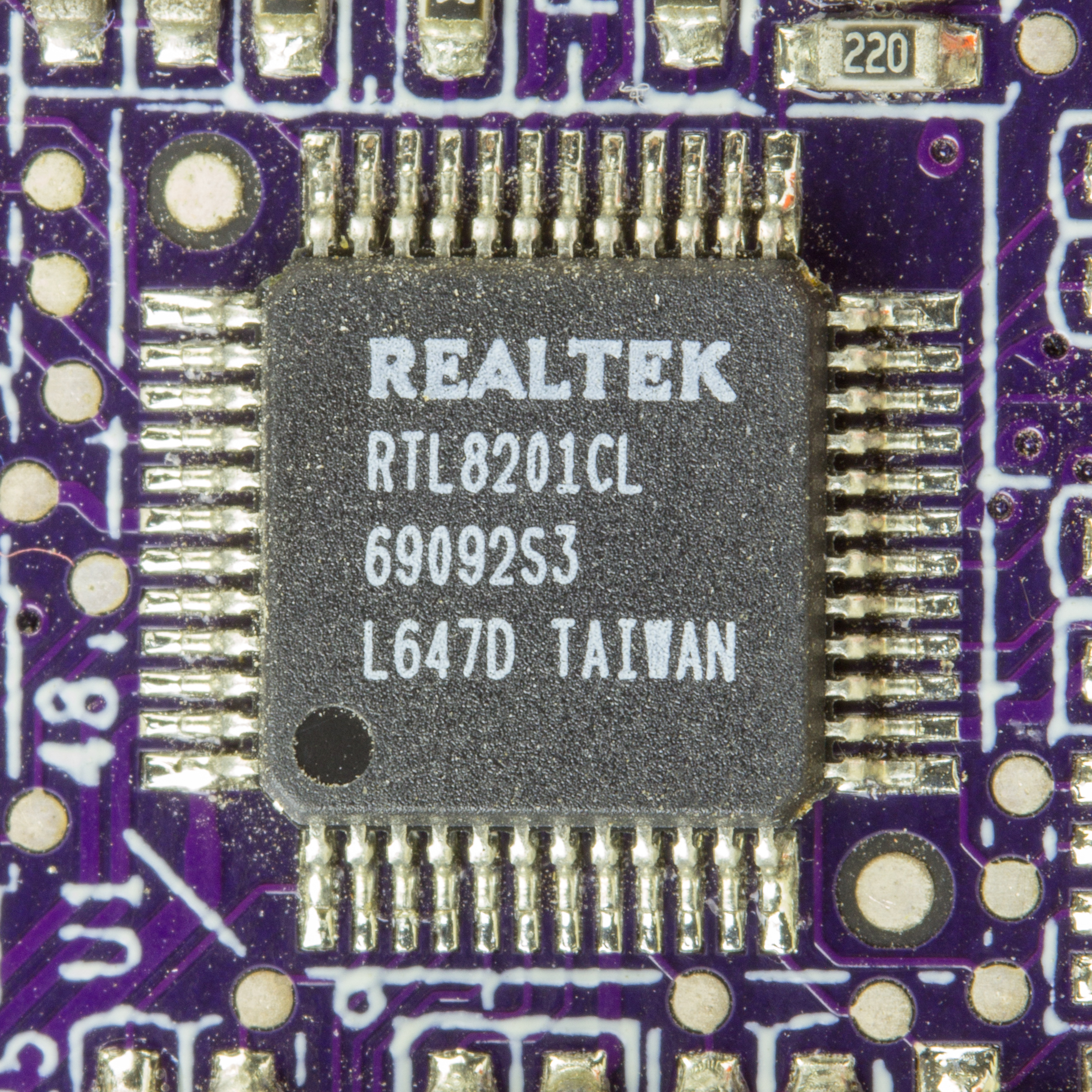
PHYceiver RTL8201.

PHYceiver é um dispositivo que opera numa camada física do modelo de rede OSI.
Um PHYceiver Ethernet é um chip que pode enviar e receber frames; tipicamente, carece de características avançadas de chips de placas de rede (NIC) tais como Wake-on-LAN ou suporte a Boot ROM. Também, diferentemente de uma NIC, um PHYceiver não tem seu próprio endereço MAC.
Alguns exemplos de chips PHYceiver Ethernet são os ICS1893, Realtek RTL8201 e VIA Technologies VIA6103.
PHYceivers Ethernet são comumente utilizados em hubs e switches.